# 俠客行 (台灣電視劇)
《俠客行》（英語：Ode to Gallantry）是台湾中华电视公司根據金庸所著的武俠小說《俠客行》改編而拍攝製作的武俠电视剧，此劇1985年在华视首播。

## 演員表
- 莫少聰 飾 小狗子 / 石中玉
- 趙永馨 飾 丁璫
- 趙家蓉 飾 阿繡
- 周曉雲 飾 侍劍
- 張復健 飾 謝煙客
- 常楓 飾 李海心
- 雷洪 飾 白自在
- 龍隆 飾 石清
- 葉嘉菱 飾 閔柔
- 黃仲裕 飾 天魔
- 曾亞君 飾 梅芳姑
- 陸一龍 飾 貝海石
- 馬惠珍 飾 史小翠
- 侯伯威 飾 丁不三
- 江生 飾 丁不四
- 葉飛 飾 白萬劍
- 宋長江 飾 王萬仞
- 明光 飾 花萬絮
- 玉尚 飾 歐陽無罪
- 許文銳 飾 耿萬鐘
- 左孝虎 飾 皮蛋
- 韓湘琴 飾 柳如煙
- 程惠紅 飾 鳳姑娘
- 汪威江 飾 封萬里
- 陳松勇 飾 教主

## 外部連結
- 俠客行百度百科]